# مسبب التفارق

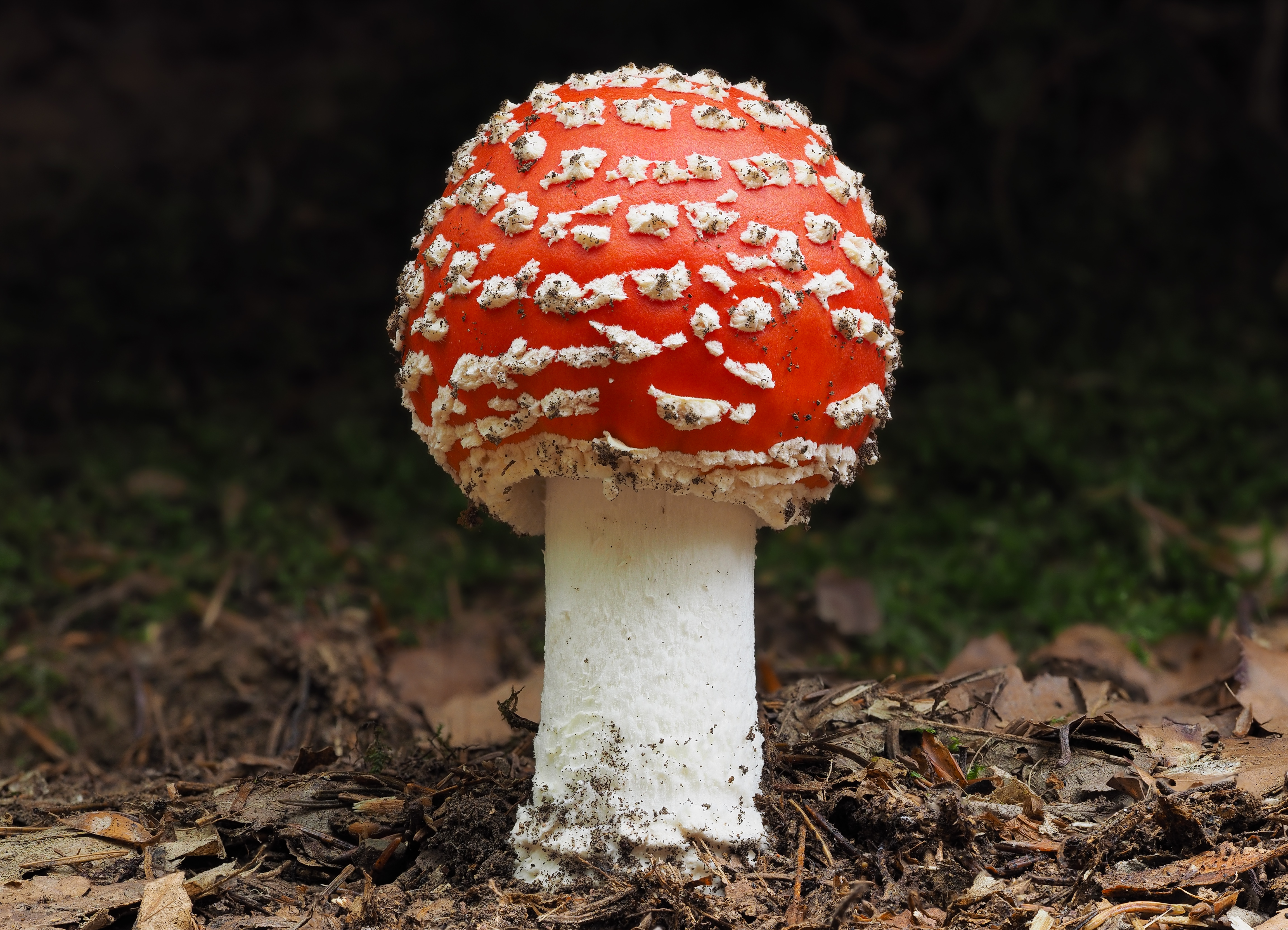

العقار المُفارِق هو صنف من العقاقير المهلوسة التي تسبب التفارق، وهي حالة تتميز بحدوث اضطراب في الإدراك الحسي للسمع والبصر، ويعطي شعور بحالة انفصال عن الذات وعن الواقع المحيط. تحدث هذه التأثيرات بسبب حجب الإشارات الموصلة إلى العقل الواعي من أجزاء أخرى من الدماغ.
على الرغم من العديد من العقاقير يمكن أن تسبب مثل هذه التأثيرات، إلا أن المفارِقات تتميز بأنها تسببها بشكل يؤدي إلى الهلوسة، ويشمل ذلك حالة من الحرمان الحسي (sensory deprivation) و الغشية وأحلام اليقظة والانفصال عن الواقع. يمكن لبعض العقاقير المفارقة والتي لا تكون انتقائية أن تؤثر على مستويات الدوبامين، أو أن تماثل أشباه الأفيونيات، مما يجعلها قادرة على إحداث النشوة.

## اقرأ أيضاً
- التفارق
- مسبب الهذيان